# IC 4505
IC 4505 је елиптична галаксија у сазвјежђу Волар која се налази на листи објеката дубоког неба у Индекс каталогу.
Деклинација објекта је + 33° 24' 33" а ректасцензија 14h 46m 33,3s. Привидна величина (магнитуда) објекта IC 4505 износи 13,8 а фотографска магнитуда 14,8. IC 4505 је још познат и под ознакама UGC 9520, MCG 6-32-99, CGCG 192-61, NPM1G +33.0321, PGC 52754.